# Блумингберг (Њујорк)
Блумингберг (енгл. Bloomingburg) град је у америчкој савезној држави Њујорк.

## Демографија
По попису из 2010. године број становника је 420, што је 67 (19,0%) становника више него 2000. године.
| Група             | 2000.       | 2010.       |
| Белци             | 308 (87,3%) | 327 (77,9%) |
| Афроамериканци    | 10 (2,8%)   | 19 (4,5%)   |
| Азијати           | 7 (2,0%)    | 4 (1,0%)    |
| Хиспаноамериканци | 28 (7,9%)   | 56 (13,3%)  |
| Укупно            | 353         | 420         |